# 旅人 (春日八郎の曲)
「旅人」は、1990年8月5日にリリースされた春日八郎のシングル。
この作品がラストシングルとなった（1991年10月22日逝去）。

## 収録曲
1. 旅人
  - 作詞:星野哲郎／作曲:船村徹 ／編曲:丸山雅仁
2. 新宿むかし通り
  - 作詞:星野哲郎／作曲:船村徹／編曲:丸山雅仁
3. 旅人（カラオケ）
4. 新宿むかし通り（カラオケ）